# NAM-vijver

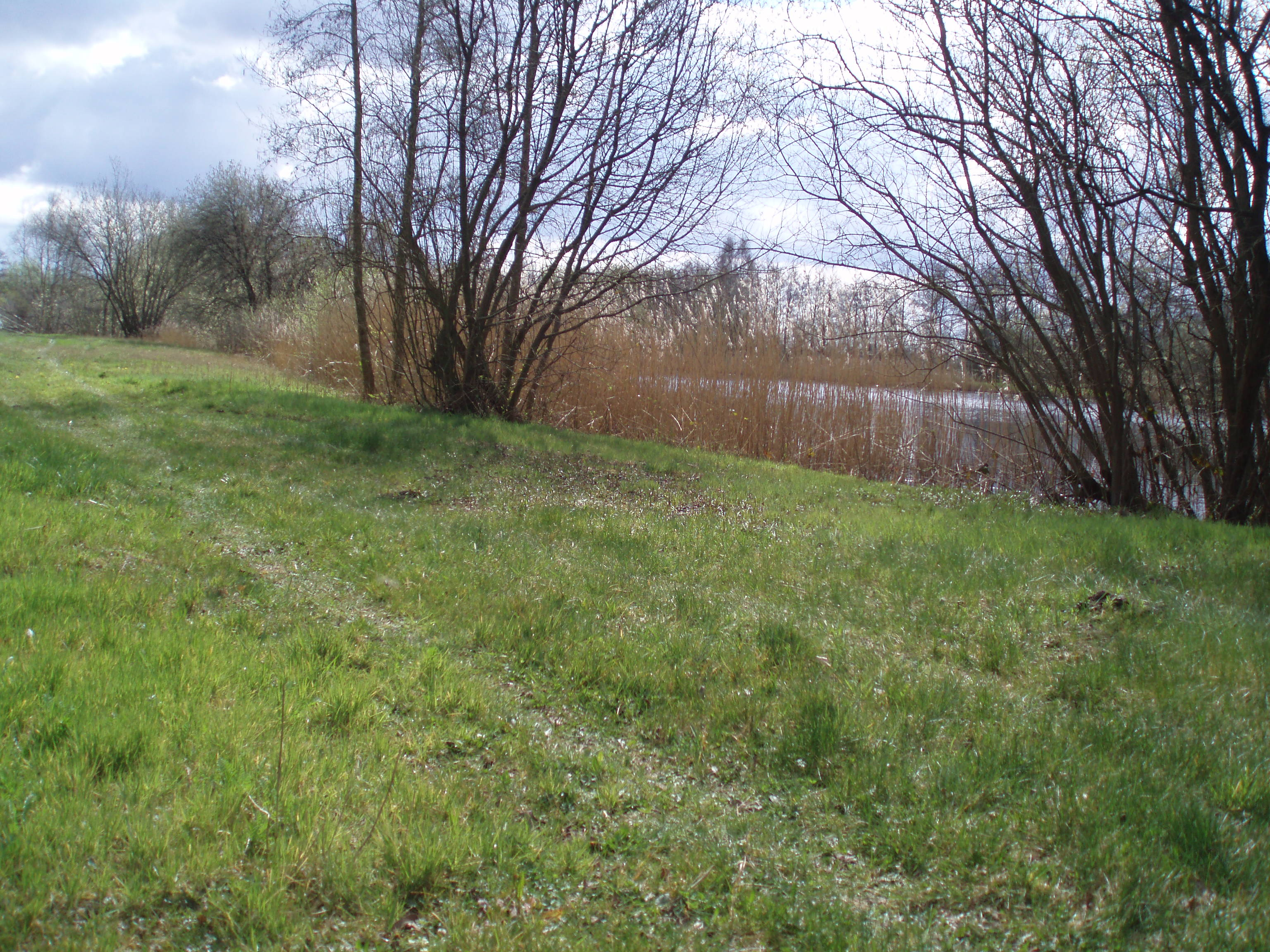
Blik op de vijver

NAM-vijver is de naam van een klein natuurgebied langs de Kanaalweg in Schoonebeek op de plek van een afwateringsplas van een voormalig NAM-terrein.
In dit natuurgebied komt onder andere de Brede orchis op grote schaal voor. Dit komt doordat de grond kunstmatig schraal wordt gehouden door na het maaien het gras af te voeren. Dit wordt gedaan door natuur- en milieuvereniging Het Stroomdal in samenwerking met Landschapsbeheer Drenthe. De inventarisatie van de flora wordt gedaan in samenwerking met Koninklijke Nederlandse Natuurhistorische Vereniging.
Langs het natuurgebied loopt een spoorlijn die sinds 2000 niet meer in gebruik is en daardoor grotendeels overwoekerd is.